# Populus cataracti
Populus cataracti är en videväxtart som beskrevs av Komarov. Populus cataracti ingår i släktet popplar, och familjen videväxter. Inga underarter finns listade i Catalogue of Life.